# Luba Zuk
Luba Zuk, née le 5 avril 1930 à Lubaczow en Pologne, est une pianiste naturalisée canadienne.

## Biographie

### Formation
Luba Zuk détient une mineure en éducation musicale de l'Université McGill à Montréal, où elle étudie avec Helmut Blume et est diplômée du Conservatoire de musique du Québec à Montréal en piano avec Lubka Kolessa. Elle réalise ensuite une thèse de doctorat au sujet des compositeurs ukrainiens vivant au Canada à l’Université Ukrainische Freie de Munich. Elle a également étudié au Mozarteum à Salzbourg avec Hans Leygraf et au Centre des arts de Banff avec Boris Roubakine.

### Carrière
Elle commence à enseigner le piano à l’Université McGill en 1955. C’est deux ans plus tard, en 1957, qu’elle obtient sa citoyenneté canadienne.  Elle mène parallèlement une carrière de récitaliste et de maîtresse de conférence à travers le Canada, les États-Unis et l’Europe. Elle s’est produite en tant que pianiste soliste, seule ou accompagnée d’orchestre de chambre.

### Duo Luba et Ireneus Zuk
Luba Zuk et son frère, Ireneus Zuk, forment, en 1977, un duo de piano. Ils se spécialisent dans les pièces pour deux pianos ou quatre mains écrites par des compositeurs ukrainiens et canadiens. Ce duo fraternel part quatre fois en tournée européenne, allant performer en Autriche, en Angleterre, en France, en Allemagne, en Grèce, en Hongrie, en Pologne, etc. Leur première tournée, en 1982, qui a lieu sous les auspices du ministère des Affaires étrangères du Canada, est exclusivement axée sur des compositeurs canadiens.
Les interprétations du duo sont diffusées sur diverses radios, telles que: Radio-Canada, Radio Ukraine, Österreichischer Rundfunk ainsi que Polskie Radio. Leur répertoire va de pièces plus connues jusqu’à celles moins connues de compositeurs contemporains ukrainiens et canadiens, comme : Lessia Dytchko, Myroslav Skoryk, Théodore Akimenko, Evgueni Stankovitch, Gary Kulesha, Clermont Pépin, Clifford Crawley, Roger Matton, etc. Certains d’entre eux vont même écrire des œuvres à l’intention du duo, qui assurera leur création. Parmi ces compositeurs, nous retrouvons : George Fiala, Graham George, Bengt Hambraeus, David Keane et Donald Patriquin.
De 1978 à 1991, Radio Canada International lance une collection de musiques de compositeurs canadiens, s’appelant anthologie de la musique canadienne. Luba et Ireneus Zuk enregistrent quelques pièces pour ce projet.
En 1986, l’année internationale de la musique canadienne, le duo visite plusieurs universités canadiennes à travers le pays pour y faire des concerts et se produisent dans la ville de Paris. Plusieurs années plus tard, le ministre de la Culture en Chine l’invite pour faire une tournée de récitals et de classes de maîtres pour sa population. En 2012, c’est au tour du Maroc d’accueillir le duo afin de célébrer le 50e anniversaire des relations diplomatiques entre le Canada et le Maroc.
Le duo enregistre un CD intitulé Canadian Music For Two Pianos, publié le 1er janvier 2007. Cet enregistrement est le premier du genre à mettre l'accent sur des compositeurs canadiens. À la suite de la publication de ce CD, le journal Evening News d'Édimbourg leur fait cet éloge : « Ce duo talentueux a fait preuve d'une éloquence et d'une stature considérables dans un récital de musique en duo canadien. »

## Prix et distinctions

### Distinctions
Elle est honorée et reçoit une médaille et le titre d'« Artiste émerite d'Ukraine » par le gouvernement ukrainien.
Le Congrès ukrainien canadien lui décerne la médaille Taras-Chevtchenko en reconnaissance de sa promotion de la musique des compositeurs canadiens et ukrainiens.

### “The Luba Zuk Piano Duo Composition Prize”
En 2016, le prix “The Luba Zuk Piano Duo Composition Prize” est créé et décerné chaque année à un étudiant du premier ou des cycles supérieurs en composition de l’Université McGill, pour la réalisation d’une œuvre pour duo avec piano qui, de préférence, comprend des références à la culture, au paysage, à l'histoire ou à l'expérience ukrainienne ou canadienne. L’étudiant(e) se voit recevoir une valeur de 2 000 $.